# Dana Hadačová
Dana Hadačová. född 3 september 1983 i Hodonín, Socialistiska republiken Tjeckoslovakien,
är en tjeckisk bordtennisspelare.
Hadačová började 2007 spela för Hassia Bingen (som 2011 blev TTG Bingen / Münster-Sarmsheim) i tyska Bundesliga. En av hennes stora framgångar är då hon ingick i det tjeckiska lag som tog Europamästerskapsbrons 2009.